# Weiherle
Der Weiherle ist ein Wohnplatz auf der Gemarkung von Geislingen im Zollernalbkreis in Baden-Württemberg.

## Geographie
Der Weiherle liegt von Geislingen in nördlicher Richtung 1,0 km entfernt. 2,1 km (Luftlinie) südöstlich von Erlaheim und 3,6 km (Luftlinie) westsüdlich von Binsdorf entfernt.

## Verkehr
Der Wohnplatz ist von Geislingen über die Oberholzstraße erreichbar. 